# 26 Ceti
26 Ceti är en vit underjätte i stjärnbilden Valfisken.
26 Ceti har visuell magnitud +6,07 och är svagt synlig för blotta ögat vid god seeing. Den befinner sig på ett avstånd av ungefär 195 ljusår.